# Betsede
Betsede is een plaats in de gemeente Värmdö in het landschap Uppland en de provincie Stockholms län in Zweden. De plaats heeft 166 inwoners (2005) en een oppervlakte van 46 hectare. De plaats ligt op het eiland Värmdö en grenst aan een baai van de Oostzee. De directe omgeving van de plaats bestaat vooral uit bos en de bebouwing in de plaats bestaat grotendeels uit vrijstaande huizen.